# Еміль Герліц
Еміль Антон Герліц (пол. Emil Antoni Görlitz, 13 червня 1903, Катовиці, Німецька імперія — 17 жовтня 1990, Альтенбург, Німеччина) — польський футболіст німецького походження, воротар і нападник.

## Із біографії
Народився в багатодітній родині 13 червня 1903 у м. Катовиці. Футбольну кар'єру розпочав у місцевій команді «Пройссен 05». В 1922 році Катовиці було приєднано до Польщі, а клуб змінив назву на «1. ФК Катовиці» (дослівний переклад старої назви: «Пруссія 05»). За основний склад почав виступати з 1923 року.
Наступного року переходить до «Погоні». У складі львівської команди здобуває титул чемпіона Польщі. За п'ять матчів пропустив у власні ворота всього три голи.
За національну збірну дебютував 18 травня 1924. У Стокгольмі польські футболісти поступилися збірній Швеції (1:5). Був у складі збірної Польщі на Олімпійських іграх 1924. Турнір проходив за кубковою схемою. У першому ж раунді, 26 травня на паризькому стадіоні «Бержер», польські футболісти зазнали поразки від збірної Угорщини (0:5). Ворота у тому матчі захищав Мечислав Вишневський. 19 липня 1925 у Кракові польські футболісти поступилися збірній Угорщини (0:2). У цьому поєдинку брали участь дев'ять гравців львівської «Погоні» (Еміль Герліц, Владислав Олеарчик, Броніслав Фіхтель, Кароль Ганке, Юзеф Слонецький, Мечислав Бач, Вацлав Кухар, Юзеф Гарбень і Людвік Шабакевич) та два представники краківської «Вісли».Всього, за два роки, у збірній Польщі провів вісім матчів.
1925 року австрійського тренера «Погоні» Карла Фішера було запрошено тренувати клуб «Едера» (Трієст). Разом із наставником до Італії вирішили перейти Юзеф Слонецький і Еміль Герліц. Вони стали першими польськими футболістами-професіоналами.
1927 року у була створена польська футбольна ліга. Еміль Герліц повертається до «1. ФК Катовиці». У першому ж чемпіонаті, за круговою системою, здобуває титул віце-чемпіона країни. Всього за «1. ФК Катовиці» провів три сезони в елітному дивізіоні. В останні роки інколи виходив на поле в атакувальній ланці команди. В 1934 його брат, Юзеф Герліц, отримав довічну дискаліфікацію від Польського футбольного союзу. На знак протесту, Еміль Герліц, виїхав до Німеччини, де виступав за команду «Айнтрахт» (Альтенбург).
У лютому 1945 року потрапив у радянський полон. Три місяці перебував у таборі, який знаходився у Нижній Сілезії. Влітку 1945 року повернувся в Альтенбург, працював водієм у радянській військовій адміністрації. З 1947 по 1949 — у Товаристві німецько-радянської дружби.
В 1971 році нагороджений почесною відзнакою німецького футбольного союзу.
Помер 17 жовтня 1990 року у місті Альтенбург.

## Досягнення
- Чемпіон Польщі (1): 1925
- Віце-чемпіон Польщі (1): 1927

## Статистика
Статистика виступів у збірній Польщі:
| № | Дата           | Місце     | Суперник  | Рахунок | Голи                                  |
| - | -------------- | --------- | --------- | ------- | ------------------------------------- |
| 1 | 18 травня 1924 | Стокгольм | Швеція    | 1 : 5   | Рюделль (3), Ульссон, Свенссон — Бач  |
| 2 | 29 червня 1924 | Лодзь     | Туреччина | 2 : 0   | Бальцер, Рейман                       |
| 3 | 10 серпня 1924 | Варшава   | Фінляндія | 1 : 0   | Рейман                                |
| 4 | 31 серпня 1924 | Будапешт  | Угорщина  | 0 : 4   | Карасяк (а/г), Такач (2), Орт         |
| 5 | 19 липня 1925  | Краків    | Угорщина  | 0 : 2   | Вінклер, Хольцбауер                   |
| 6 | 30 серпня 1925 | Гельсінкі | Фінляндія | 2 : 2   | Лінна, Кулмала — Сталіньський, Калужа |
| 7 | 2 вересня 1925 | Таллінн   | Естонія   | 0 : 0   |                                       |
| 8 | 2 жовтня 1925  | Стамбул   | Туреччина | 2 : 1   | Гюнел — Адамек, Сперлінг              |